# Melanagromyza matricarioides
Melanagromyza matricarioides är en tvåvingeart som beskrevs av Spencer 1969. Melanagromyza matricarioides ingår i släktet Melanagromyza och familjen minerarflugor.
Artens utbredningsområde är Ontario. Inga underarter finns listade i Catalogue of Life.